# 344413 Campodeifiori
344413 Campodeifiori este o planetă minoră (asteroid) din centura de asteroizi. A fost descoperită pe 18 ianuarie 2002 la osservatorio astronomico G.V. Schiaparelli⁠(d) de Federico Bellini⁠(d) și a fost numită după Campo dei Fiori⁠(d). 
Obiectul prezintă o orbită caracterizată de o semiaxă mare de 3,1831476434209 UAi, o excentricitate de 0,20425117705507, o înclinație de 18,270938605607 ° în raport cu ecliptica.